# ジャギド・エッジ
ジャギド・エッジ（Jagged Edge) は、アメリカ合衆国のR&Bグループである。1995年に結成された。代表作は、全米でダブルプラチナムに認定された、2000年発表の2ndアルバム『J.E. Heartbreak』。

## メンバー
- ブライアン・ブラスコ・キャシー (Brian "Brasco" Casey)
- ブランドン・ケース・ディネロ・キャシー (Brandon "Case Dinero" Casey)
- カイル・クイック・ノーマン (Kyle "Quick" Norman)
- リチャード・ウィンゴ・ドラーズ・ウィンゴ (Richard "Wingo Dollars" Wingo)

## ディスコグラフィー

### アルバム
- A Jagged Era (1997)
- J.E. Heartbreak (2000)
- Jagged Little Thrill (2001)
- Hard (2003)
- Jagged Edge (2006)
- Baby Makin' Project (2007)
- The Remedy (2011)